# آواز قو (فیلم ۲۰۲۱)
آواز قو (انگلیسی: Swan Song) یک فیلم علمی-تخیلی آمریکایی ساخته شده توسط بنجامین کلیری و به تهیه کنندگی ماهرشالا علی و ربکا بورک می‌باشد که در ۱۷ دسامبر ۲۰۲۱، در Apple TV+ منتشر شد. ماهرشالا علی، نائومی هریس، گلن کلوز و آدام بیچ از بازیگران این فیلم می‌باشند.
داستان در آینده‌ای نه چندان دور رقم می‌خورد. ماهرشالا علی که یک همسر و پدر است، با یک بیماری کشنده مواجه می‌شود و راه حلی جدید برایش می‌یابد: جایگزین کردن خود با کلونش.